# サンファン郡 (コロラド州)

コロラド州内の位置

サンファン郡（San Juan County）は、アメリカ合衆国コロラド州の郡である。人口は705人（2020年）。郡庁所在地はシルバートンである。

## 地理
アメリカ合衆国統計局によると、この郡は総面積1,006 km2 (388 mi2) である。このうち1,003 km2 (387 mi2) が陸地で2 km2 (1 mi2) が水地域である。総面積の0.22%が水地域となっている。この郡は標高14,000フィートを超える多数の峰々からなるコロラド州のサンファン山脈 (w:San Juan Mountains) の中心に位置している。

## 人口動勢
2000年国勢調査で、この郡は人口558人、269世帯、及び157家族が暮らしている。人口密度は1/km2 (1/mi2) である。1/km2 (2/mi2) の平均的な密度に632軒の住宅が建っている。この郡の人種的な構成は白人97.13%、アフリカン・アメリカン0.00%、先住民0.72%、アジア0.18%、太平洋諸島系0.36%、その他の人種0.72%、及び混血0.90%である。この人口の7.35%はヒスパニックまたはラテン系である。
この郡内の住民は20.10%が18歳未満の未成年、18歳以上24歳以下が4.30%、25歳以上44歳以下が28.10%、45歳以上64歳以下が40.50%、及び65歳以上が7.00%にわたっている。中央値年齢は44歳である。女性100人ごとに対して男性は110.60人である。18歳以上の女性100人ごとに対して男性は112.40人である。
この郡の世帯ごとの平均的な収入は30,764米ドルであり、家族ごとの平均的な収入は40,000米ドルである。男性は30,588米ドルに対して女性は19,545米ドルの平均的な収入がある。この郡の一人当たりの収入 (per capita income) は17,584米ドルである。人口の20.90%及び家族の13.50%は貧困線以下である。全人口のうち18歳未満の29.40%及び65歳以上の7.10%は貧困線以下の生活を送っている。

## 都市及び町
- シルバートン (Silverton)